# Barquer (ofici)

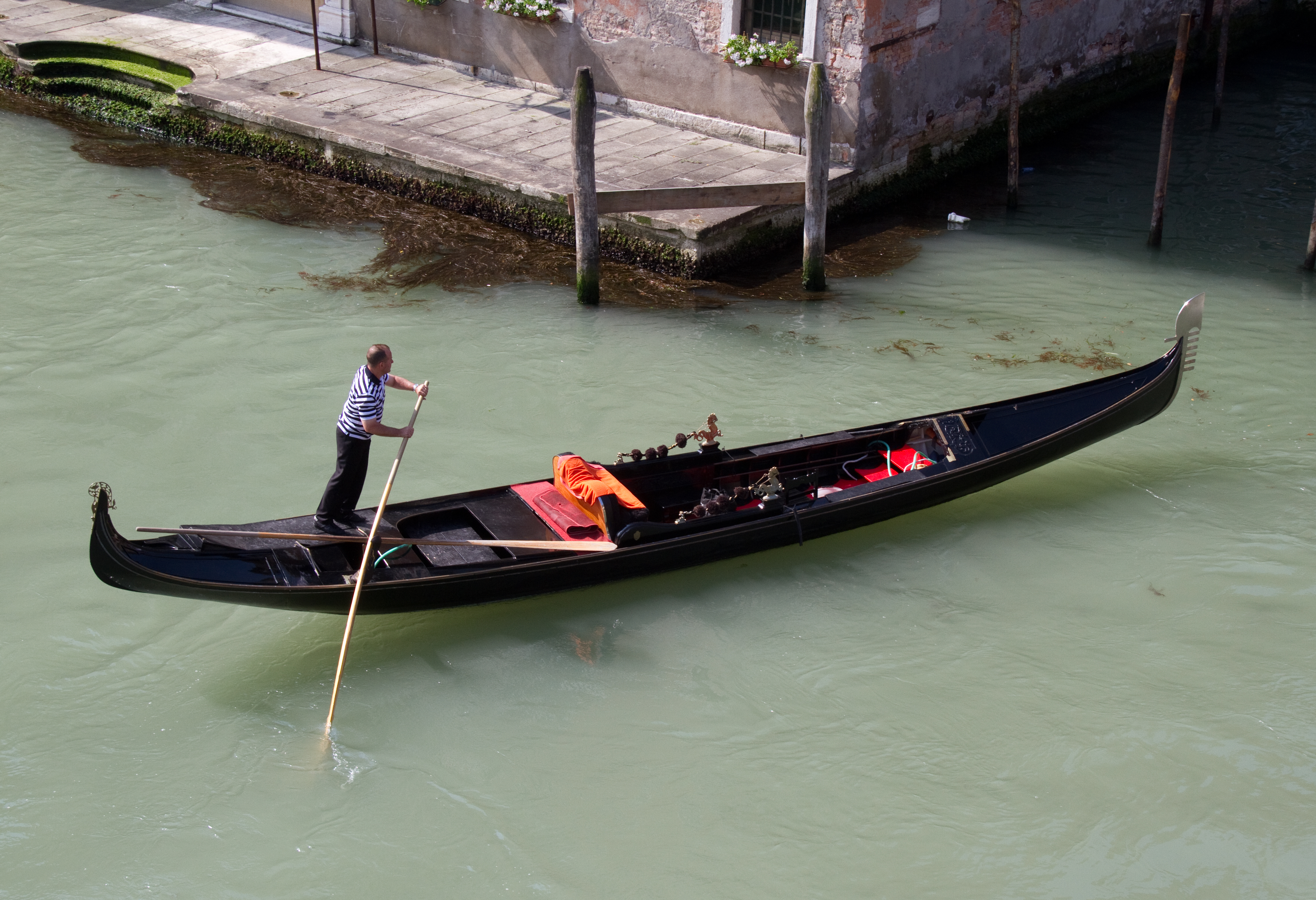
Gondoler i góndola a Venècia. El gondoler és i era un barquer especialitzat.

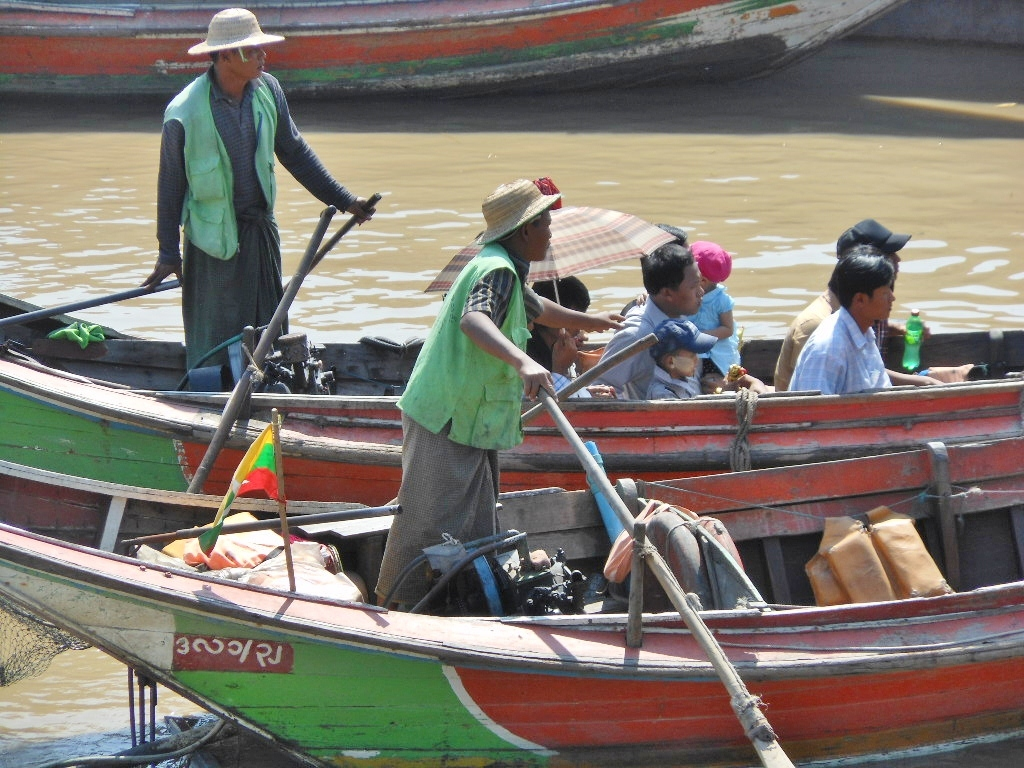
Barquers i passatgers.

Un barquer era una persona que treballava en una barca petita, transportant persones o mercaderies en trajectes curts.
Una de les aplicacions típiques i de tradició milenaria eren els barquers que passaven un riu. Una altra especialitat eren les barques de barquejar, especialitzades en transportar mercaderies des de terra cap a un vaixell o en sentit contrari.

## Mitologia
- Barca solar egípcia.
- El barquer Caront.[1]

## Barques
L'ofici de barquer va associat a la seva eina de treball: la barca. La qüestió és que el terme “barca” té significats diversos des dels seus orígens fins a l'actualitat. Hi ha barques molt petites i barques molt grosses. Simplificant molt, és possible relacionar i limitar el treball dels barquers amb les barques petites. Les barques grosses estaven comandades per un patró de barca.
Les barques dels barquers no disposaven, generalment, de coberta i habitualment es desplaçaven a rem, tot i que podien navegar a vela en circumstàncies adequades.

### Sinònims
A més del terme genèric de barca (a vegades, antigament, escrit "barcha") hi ha altres termes que són (gairebé) sinònims:
- gróndola[3]
- esquif[4][5]
- bot[6]

## Detalls dels barquers de platja
Els barquers de barquejar, barquers de platja o barquers de càrrega i descàrrega podien treballar sols però era més habitual que treballessin amb ajudants o esclaus. Els barquers novells de Barcelona tenien limitacions pel que fa al nombre d'esclaus. Generalment no podien treballar amb més de dos. També el nombre de barques estava regulat.

### “Grúes” o similars
Per a aixecar càrregues pesants com els sacs de cereals els barquers de Barcelona empraven quinals i bragues. Un cop descarregats els sacs del vaixell, els barquers les portaven a la platja i les havien de deixar “en eixut cinc passes”.
- Una imatge d'una barca carregada amb una politja es pot veure a la referència adjunta.[11]
- També està documentat l'ús d'argues en operacions de càrrega i descàrrega.

### Mercaderies
Des del punt de vista d'un barquer la mercaderia és un conjunt de porcions materials que ha de manipular. A Barcelona (i en altres indrets) hi havia un reglament i unes tarifes, basades en el tipus de càrrega, que calia complir.

### Transport a coll
Quan la càrrega podia ser moguda per una persona, el manipulador podia emprar una manuella o dues manuelles.

### Paquets, recipients i similars
Cada mercaderia tenia un recipient de transport específic: sac, costal, fardell, bota, carretell, cove, odre, caixa,...

## Barquers de passatge de rius

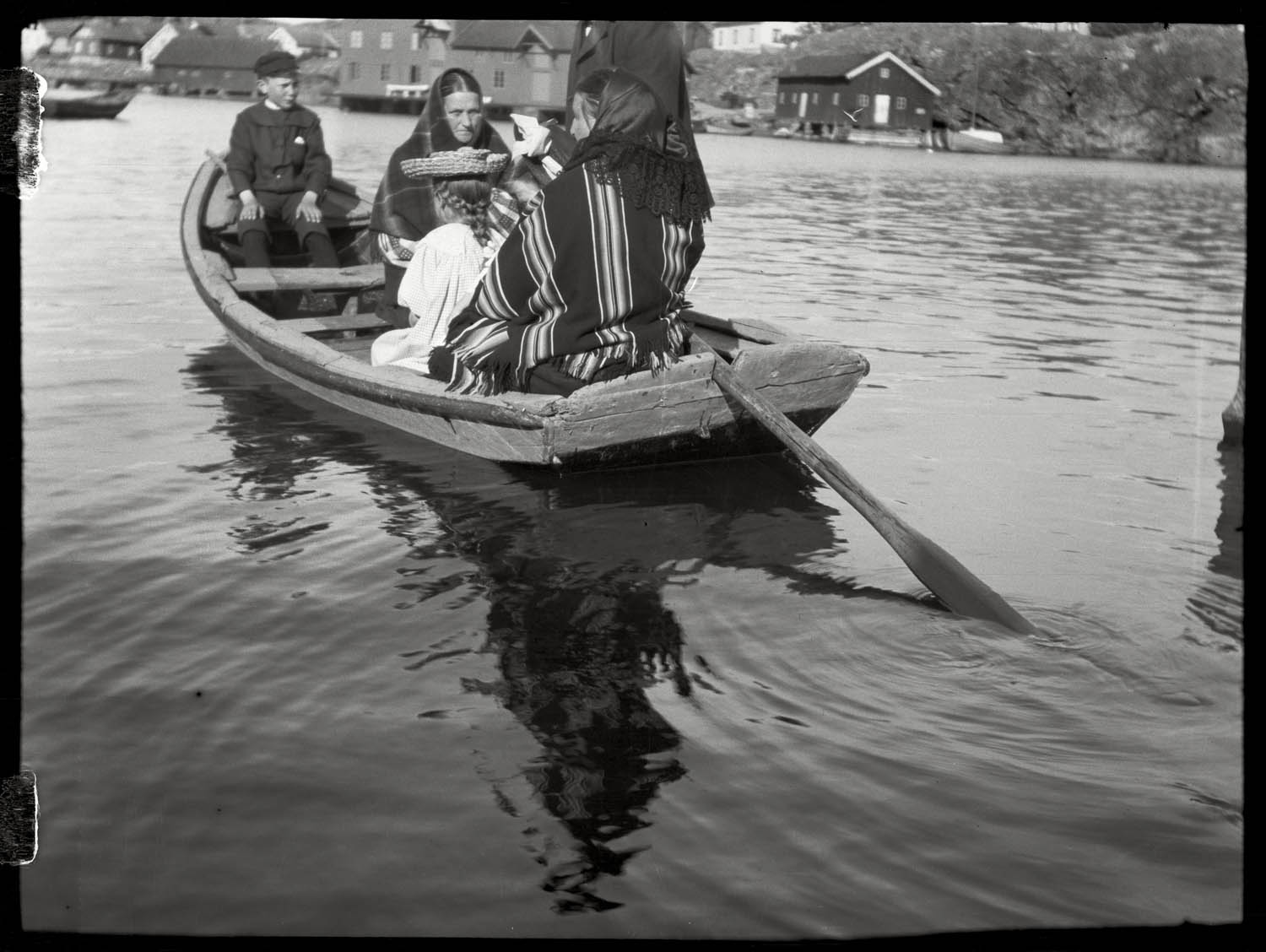
Barquera sueca de 1900. La barca es desplaça cinglant (remant amb un sol rem).

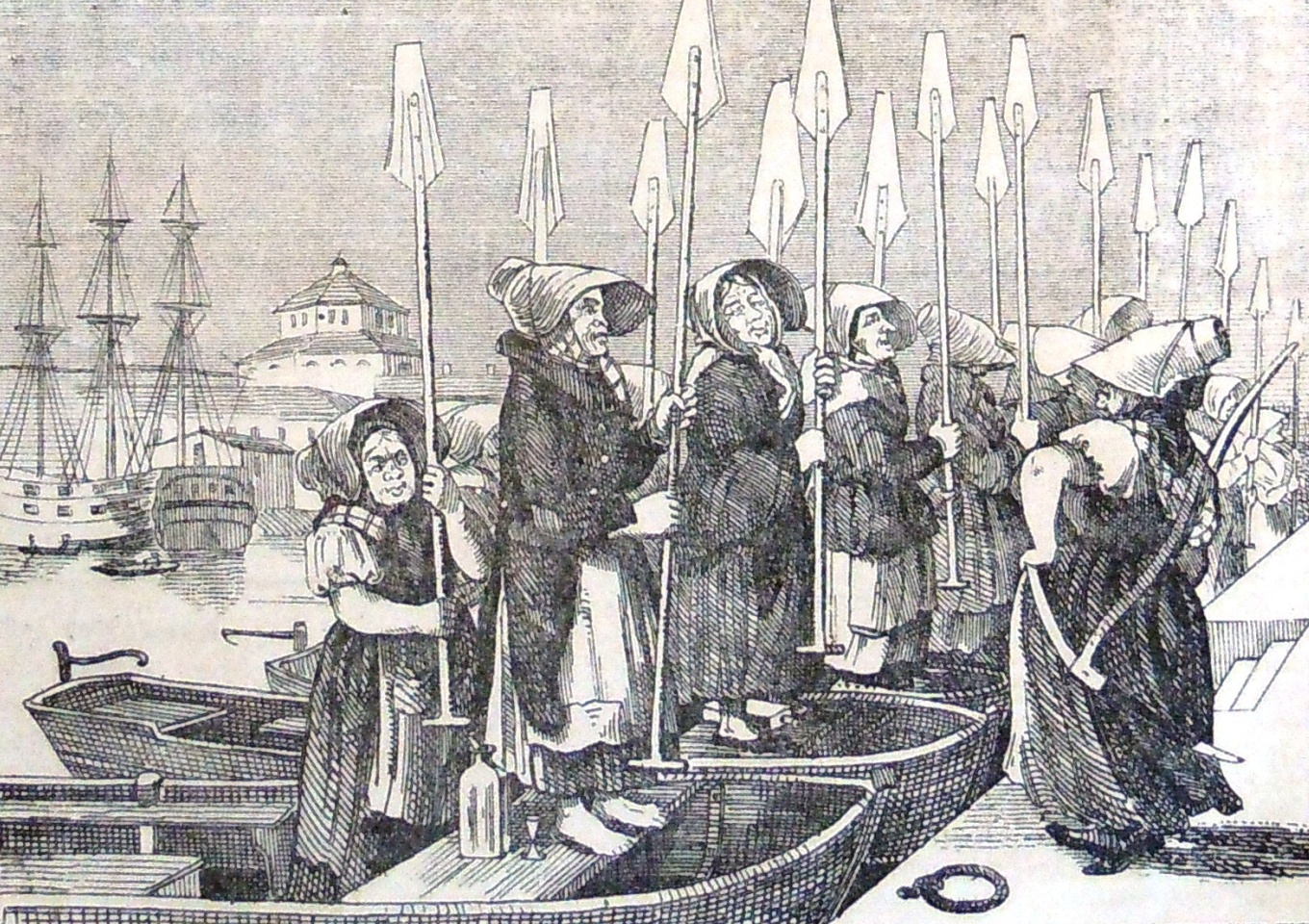
Dibuix humorístic de barqueres a Stockholm disposades a lluitar contra la competència (1855).

Les barques de passar rius o barreres d'aigua similars són molt antigues. Hi ha molts indrets en que un petit trajecte per aigua permet estalviar molts quilòmetres.
Hi ha molt tipus de barques de passatge. Des de les més petites, que només permeten transportar una o dues persones, a més del barquer, fins a les més grans que poden passar un o dos carros carregats amb totes les cavalleries.
Pel que fa a la forma de desplaçar-se també hi ha sistemes diferents. Hi ha barquetes petites que només es desplacen a rems i barques més grosses amb sirga, que aprofiten el corrent del riu per a moure’s.
En alguns casos, el barquer vivia en una cabana o caseta, en una vora del riu, disposat a acudir quan era cridat per a efectuar un passatge.

## Navegació interior
La navegació comercial en aigües interiors ha estat molt important en diverses èpoques i en diversos indrets.
La navegació fluvial pel riu Ebre, moltes vegades efectuada per petites barques, presenta peculiaritats interessants.

## Documents
La documentació específica sobre els barquers no és gaire abundant. Per contra hi ha nombrosos esments sobre les barques en les diverses aplicacions. És evident que una barca implica l'existència d'un barquer i, eventualment, d'una tripulació.
- 1364. Berenguer Roca, barquer de Girona per a passar el riu Ter. “Que en Rocha de sa barcha sia tengut als ciutedans de Gerona passar la barcha segons la covinença entre la ciutat e ell feta”. Llibre Vermell de la ciutat de Girona (1188-1624)
- 1382. Barca de transport pel riu Ebre.[13]
- 1395. Dos barquers de Barcelona, Francesc Joan i Pere Toixonera, testimonis en la venda d'un esclau.[14]
- 1400. Un mercader florentí a Eivissa ha de contractar gent de la vila per manca d'esclaus per a les operacions de càrrega i descàrrega.[15]

| « | Ogni dí aloghano 10 schiavi de la vila per volgere l'arghano per difalta di compagnia. | » |
| — Cada dia llogàvem 10 esclaus de la vila per fer girar l'argue per manca de gent disponible., Captius i senyors de captius a Eivissa. Antoni Ferrer Abárzuza . |                                                                                        |   |

- 1413. Setge de Balaguer. Transport de bombardes en barques, des de Tortosa a Lleida.[16]

| «                                                                                   | Despeses fetes en nòlits de barques, en que són vengudes les bombardes de coure e artelleries de combatre forces. | » |
| — Qüestiones criticas sobre varios puntos de historia economica. Antoni de Capmany. | |   |

- 1459. Ordinacions dels barquers novells de Barcelona.[17][18]
- 1460. Carles de Viana desembarcà a Barcelona, des del seu vaixell, en una gróndola.[19]
- 1460? La ciutat de Sevilla, en època dels Reis Catòlics, tenia un pont de tretze barques. Per al manteniment del pont de barques disposava d'una barca de panescalm. Curiosament, el document que es conserva indica la llargària d'aquella barca en gúes (i no pas en la mesura oficial de “codos de ribera”).[20]
- 1583. Esmentat el barquer de la barca de Sant Vicenç, de renom “lo Tantuo”.[21]
- 1585. Felipe II passa l'Ebre amb la barca de Flix.[22]
- 1702. Barca de passatge del riu Llobregat al Prat: 80 pams d'eslora (15,5m), 30 pams de mànega (5,8 m).[23]
- 1846. Barca a Móra per a passar l'Ebre.[24]
- 1850. Els francesos varen volar parcialment el pont de Saragossa l'any 1813 en la seva retirada. Pascual Madoz indicava una reparació provisional que permetia el pas de carruatges pel pont...llevat de les galeres catalanes que ho havien de fer en barca.[25]

| «                | (Puente del Ebro en Zaragoza)...la voladura de la última arcada, practicada por los franceses a su retirada en el año 13, han comprometido su existencia, habiendo llegado el caso de destruirse dos arcadas por las avenidas en el año 1838, cuya reparación cuesta sumas inmensas, y aun no han podido completarse las obras, si bien se halla habilitado ya en el día el paso para toda especie de carruajes, escepto las galeras catalanas, que por su gran peso, cruzan el río por una barca de sirga. | » |
| — Pascual Madoz. | |   |

- 1866. Documentades les barques de Vinebre i Garcia, per a passar l'Ebre.[26]